# جمعية مرشدات نيجيريا
جمعية مرشدات نيجيريا هي المنظمة الإرشادية الوطنية في نيجيريا. تأسست في عام 1919، وأصبحت عضوا في الجمعية العالمية للمرشدات وفتيات الكشافة في عام 1966. المنظمة موجهه للفتيات فقط وتحوي 113726 عضو (اعتبارا من 2006).